# Liste des monuments de Safi
Ceci est une liste des monuments classés par le ministère de culture marocain aux alentours de Safi.
| Identifiant monument                                         | Site | Monument                                          | Adresse | Date de classement | Décret | Coordonnées                        | Illustration               |                       |
| ------------------------------------------------------------ | ---- | ------------------------------------------------- | ------- | ------------------ | ------ | ---------------------------------- | -------------------------- | --------------------- |
| pc_architecture/sanae:070001                                 | Safi | château de mer                                    |         |                    |        | 32° 17′ 51″ nord, 9° 14′ 39″ ouest | château de mer             | Télécharger une image |
| pc_architecture/sanae:490017                                 | Safi | Sidi Mohammed Salih (d)                           |         |                    |        | 32° 15′ 37″ nord, 9° 14′ 58″ ouest | Image manquante Téléverser | Télécharger une image |
| pc_architecture/sanae:070002                                 | Safi | Borj Ed-Dar (Safi) (d)                            |         |                    |        | 32° 17′ 51″ nord, 9° 13′ 37″ ouest | Image manquante Téléverser | Télécharger une image |
| pc_architecture/sanae:100018                                 | Safi | église portugaise de l'impasse Sidi Abdelkrim (d) |         |                    |        | à géolocaliser                     | Image manquante Téléverser | Télécharger une image |
| pc_architecture/sanae:270027                                 | Safi | Medersa de Safi (d)                               |         |                    |        | à géolocaliser                     | Image manquante Téléverser | Télécharger une image |
| pc_architecture/sanae:190022                                 | Safi | Kasba de Souira Qedima (d)                        |         |                    |        | 32° 02′ 03″ nord, 9° 20′ 40″ ouest | Image manquante Téléverser | Télécharger une image |
| pc_architecture/sanae:280017                                 | Safi | Médina de Safi (d)                                |         |                    |        | 32° 17′ 57″ nord, 9° 14′ 31″ ouest | Médina de Safi (d)         | Télécharger une image |
| pc_architecture/sanae:280002                                 | Safi | Quartier des Potiers (d)                          |         |                    |        | 32° 18′ 03″ nord, 9° 14′ 22″ ouest | Image manquante Téléverser | Télécharger une image |
| pc_architecture/sanae:190011                                 | Safi | Kasba Ben Hamidouch (d)                           |         |                    |        | 32° 17′ 51″ nord, 9° 13′ 52″ ouest | Image manquante Téléverser | Télécharger une image |
| pc_architecture/sanae:190084 et pc_architecture/sanae:070007 | Safi | Kasba d'Ayyir (d)                                 |         |                    |        | 32° 40′ 36″ nord, 9° 05′ 06″ ouest | Image manquante Téléverser | Télécharger une image |
| pc_architecture/sanae:050033                                 | Safi | Borj El Ablat (d)                                 |         |                    |        | 32° 19′ 15″ nord, 9° 15′ 35″ ouest | Image manquante Téléverser | Télécharger une image |
| pc_architecture/sanae:050034                                 | Safi | Borj Souira El Kadima (d)                         |         |                    |        | 32° 02′ 03″ nord, 9° 20′ 40″ ouest | Image manquante Téléverser | Télécharger une image |